# ليسوتريتون
ليسوتريتون (الاسم العلمي: Lissotriton) هو حيوان برمائي ينتمي إلى رتبة آكلات اللحوم وفصيلة سمندر المائي، وينتشر في أوروبا وبعض الأماكن الأناضول.
كانت هذه الأنواع الصغيرة نوعًا ما تُدرج في جنس تريتور، ولكن تحليلات علم الوراثة العرقي أظهرت أن الجنس هو شبه عرق. فيما يلي اسْتقرَّ الاسم علي ليسوتريتون، الذي قدمه في الأصل العالم توماس بيل في عام 1839، أعيد تسميته للأنواع صغيرة الجسم المتعلقة بنوع ليسوتريتون فولغاريس (النيوت الأملس).
لا يزال موضعهم الدقيق في النشوء والتطور داخل نيوت (فُصيلة السمندر المائي) غير مؤكد حتي الآن.

## الأنواع
حاليًا هناك تسعة أنواع مدرجة في الأنواع البرمائية في العالم - ومع ذلك فإن تصنيف بعض هذه الأنواع كأنواع أو سلالات فرعية مثير للجدل:
- ليسوتريتون بوسكاي (لاتاستي، 1879) - نيوت بوسكا
- ليسوتريتون غريكوس (ولترستورف، 1906) - نيوت يوناني
- ليسوتريتون هيلفيتيكوس (رازوموفسكي، 1789) - بالميت نيوت
- ليسوتريتون إيتاليكس (بيراكا، 1898) - نيوت إيطالي
- ليسوتريتون كوسويجي (فريتاغ، 1955)
- ليسوتريتون لانتزي (ولترستورف، 1914) - نيوت قوقازي ناعم
- ليسوتريتون مونتاندوني (بولنجر، 1880) - نيوت الكاربات
- ليسوتريتون شميدتليري (راكسورثي، 1988)
- ليسوتريتون فولغاريس (لينيوس، 1758) - نيوت ناعم

## معرض الصور

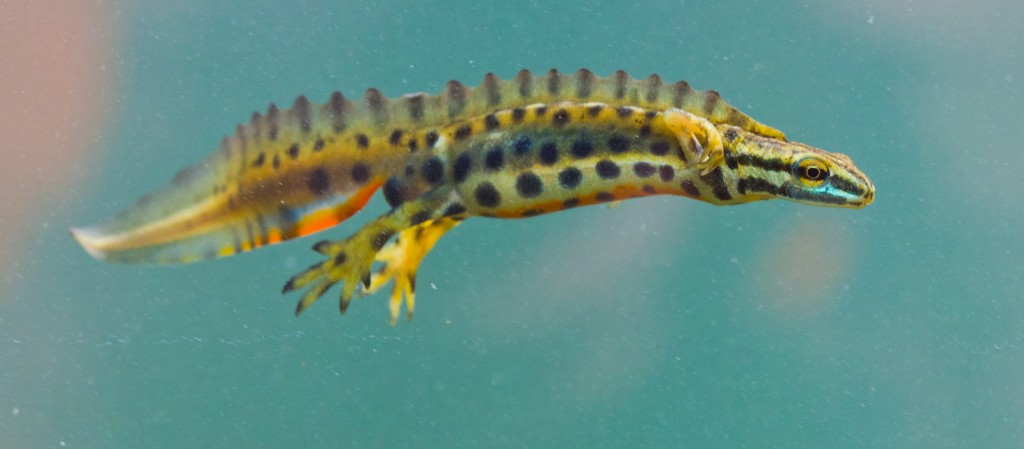
ليسوتريتون فولغاريس، ذكر خلال فترة التكاثر

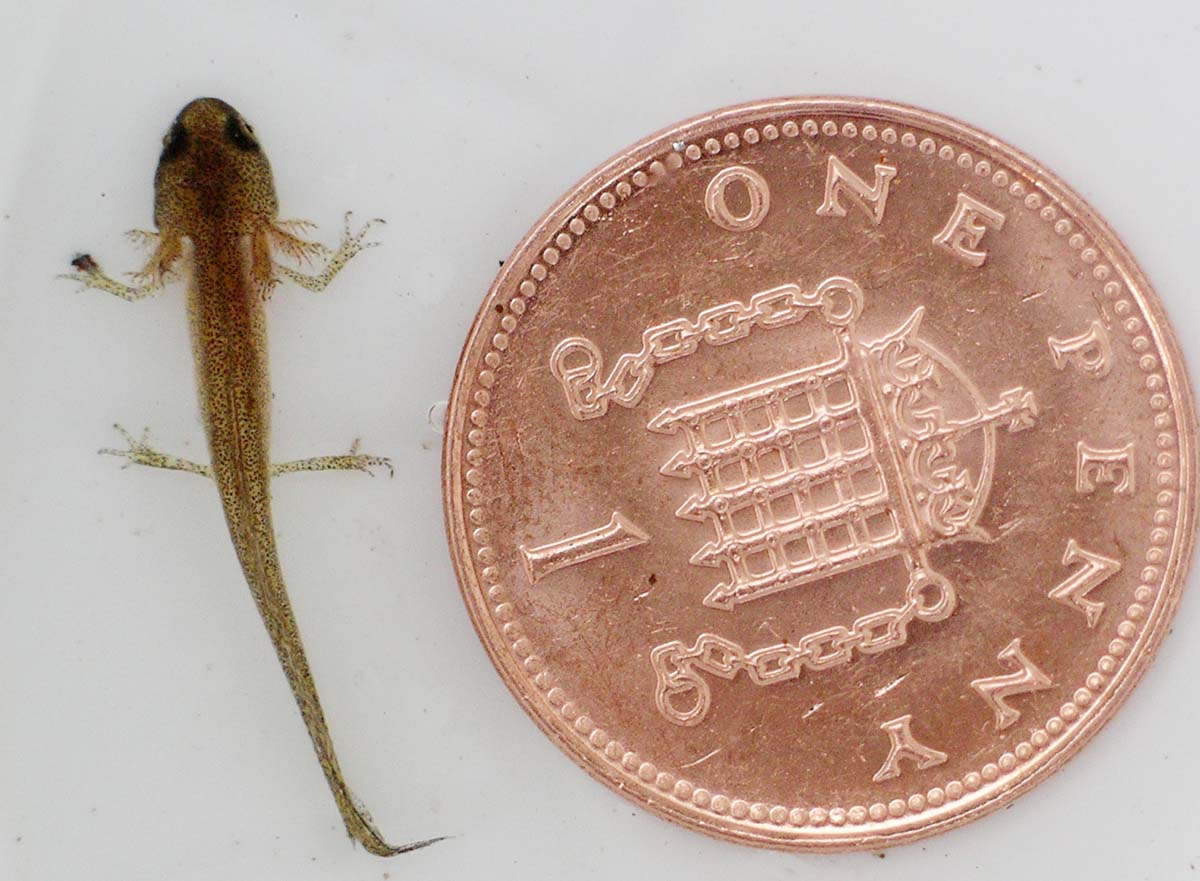
ليسوتريتون هيلفيتيكوس، يرقة

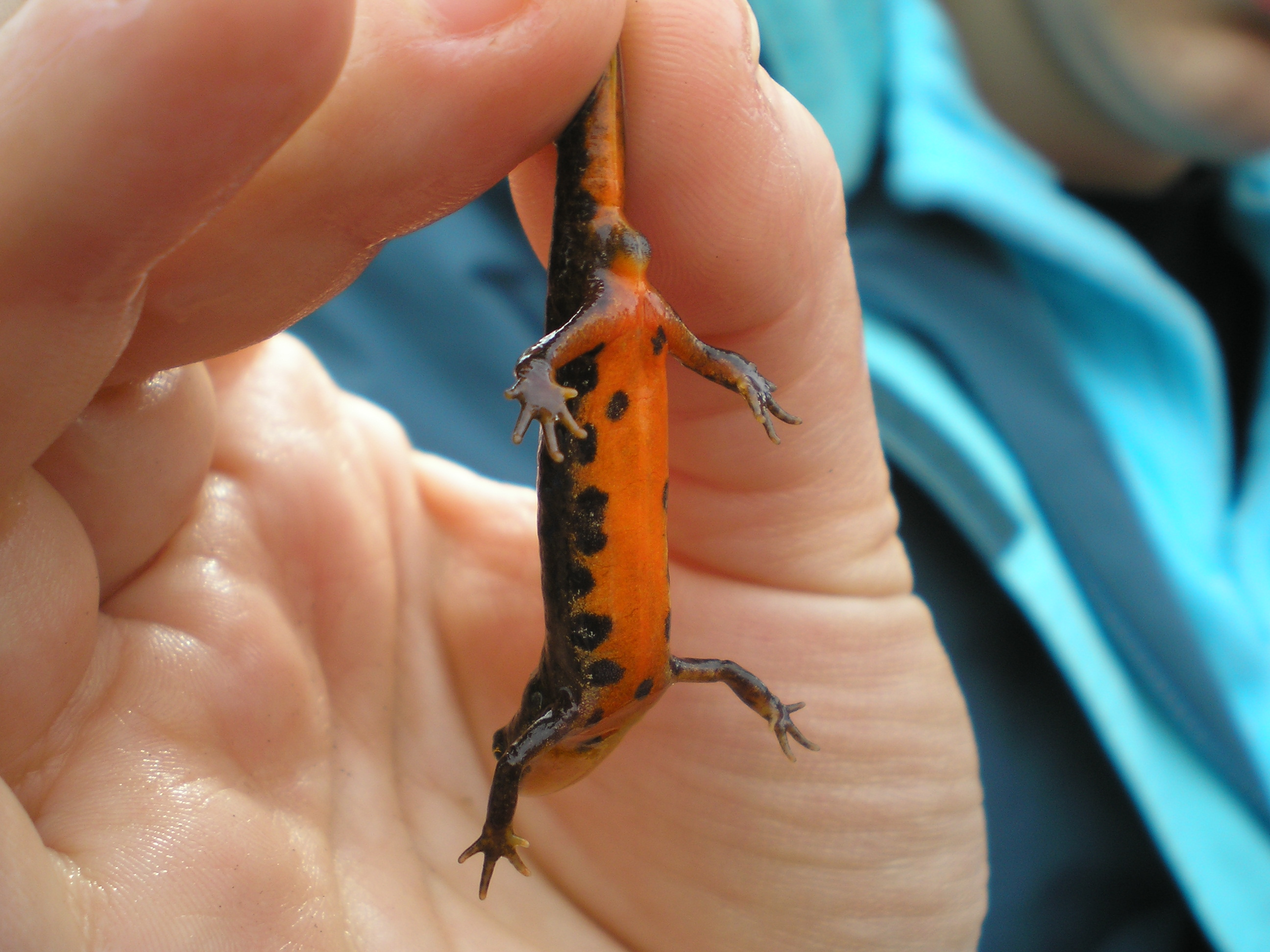
ليسوتريتون بوسكاي، الجانب السفلي

## اختيار الشريك
يعتبر اختيار رفيقة الإناث مفهومًا مهمًا في علم الأحياء التطوري لأنه يؤثر على نجاح الإناث والذكور في الإنجاب. تم إجراء تجارب على ليسوتريتون فولغاريس حيث تم إقران إناث سمندل الماء بالتسلسل مع ذكران لديهما درجات مختلفة من الارتباط الجيني بالأنثى. وقد وجد أن الذكور الأكثر اختلافًا وراثيًا لديهم نسبة أبوة أعلى من الذكور الأقل صلة. قد يعكس اختيار الإناث تجنب زواج الأقارب من الذكور الذين يمكن أن يؤدي إلى ذرية أقل لياقة (انحدار زواج الأقارب).